# Медаль «За вислугу років у поліції»

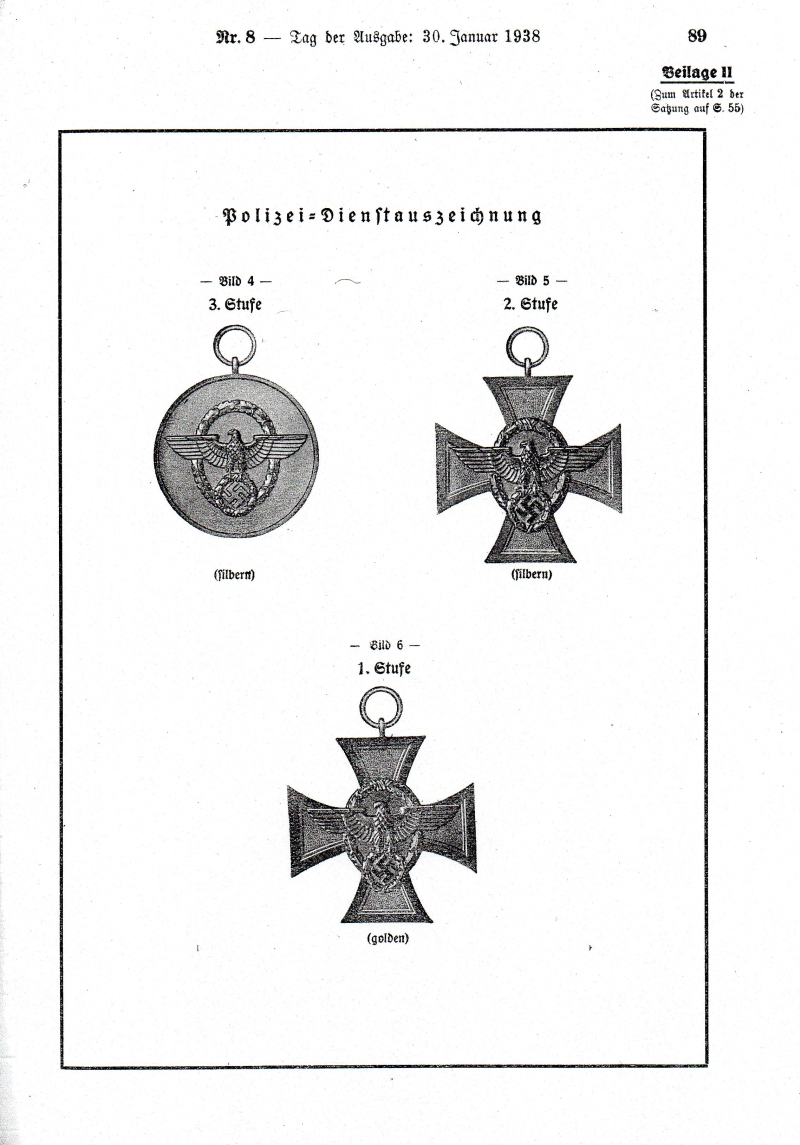
Реверс медалей кожного ступеня.

Медаль «За вислугу років у поліції» (нім. Polizei-Dienstauszeichnung) — нагорода Третього Рейху.

## Історія
Адольф Гітлер заснував цю нагороду 30 січня 1938 року з нагоди п'ятої річниці свого приходу до влади, щоб відзначити працівників поліції за вірну службу.
Всього нагорода мала 3 ступені:
- Медаль 3-го ступеня — за 8 років служби;
- Медаль 2-го ступеня — за 18 років служби;
- Медаль 1-го ступеня — за 25 років служби.

При нагородженні також враховувалась служба у вермахті.
12 серпня 1944 року був введений особливий ступінь нагороди за 40 років служби. Вона являла собою золоту планку із зображеними на ній числом 40 і дубовим листям, яка кріпилась до стрічки медалі 1-го ступеня. Даних про нагородження цим ступенем немає.

## Опис
Медаль 3-го ступеня — кругла срібна медаль діаметром 38 мм, яка носилась на синій стрічці шириною 35 мм. На аверсі зображений символ поліції (державний орел поверх овального вінка з дубового листя), на реверсі — число 8, обрамлене написом Für treue Dienste in der Polizei (укр. За вірну службу в поліції).
Медаль 2-го ступеня — срібний хрест діаметром 43 мм. На аверсі в центрі хреста зображений символ поліції, на реверсі — напис Für treue Dienste in der Polizei. На стрічці вишитий символ поліції.
Медаль 1-го ступеня відрізнялась від медалі 2-го ступеня матеріалом (золото замість срібла) і числом 25 на реверсі.
Медалі 1-го та 2-го ступеня вручались в зеленій коробці, обтягнутій білим вельветом (дно) і білим атласом (кришка).
Медаль носили на лівому боці грудей, після медалі «За вислугу років у Вермахті».

## Сучасний статус нагороди
Відповідно до закону Німеччини про порядок нагородження орденами та про порядок носіння від 26 липня 1957 року (нім. Gesetz uber Titel, Orden und Ehrenzeichen) носіння медалі дозволяється у денацифікованому вигляді: державний орел замінений написом Für treue Dienste in der Polizei в оовальному вінку з дубового листя, на реверсі — відповідне число.

## Відомі нагороджені

### Нагороджені медаллю 1-го ступеня[1]
- Фріц Фрайтаґ
- Отто Кушов
- Ернст Роде
- Ервін Шульц

### Нагороджені медаллю 2-го ступеня[2]
- Рейнгард Гейдріх
- Рудольф Гьосс
- Артур Небе

### Нагороджені медаллю 3-го ступеня[3]
- Вільгельм Гарстер

## Галерея

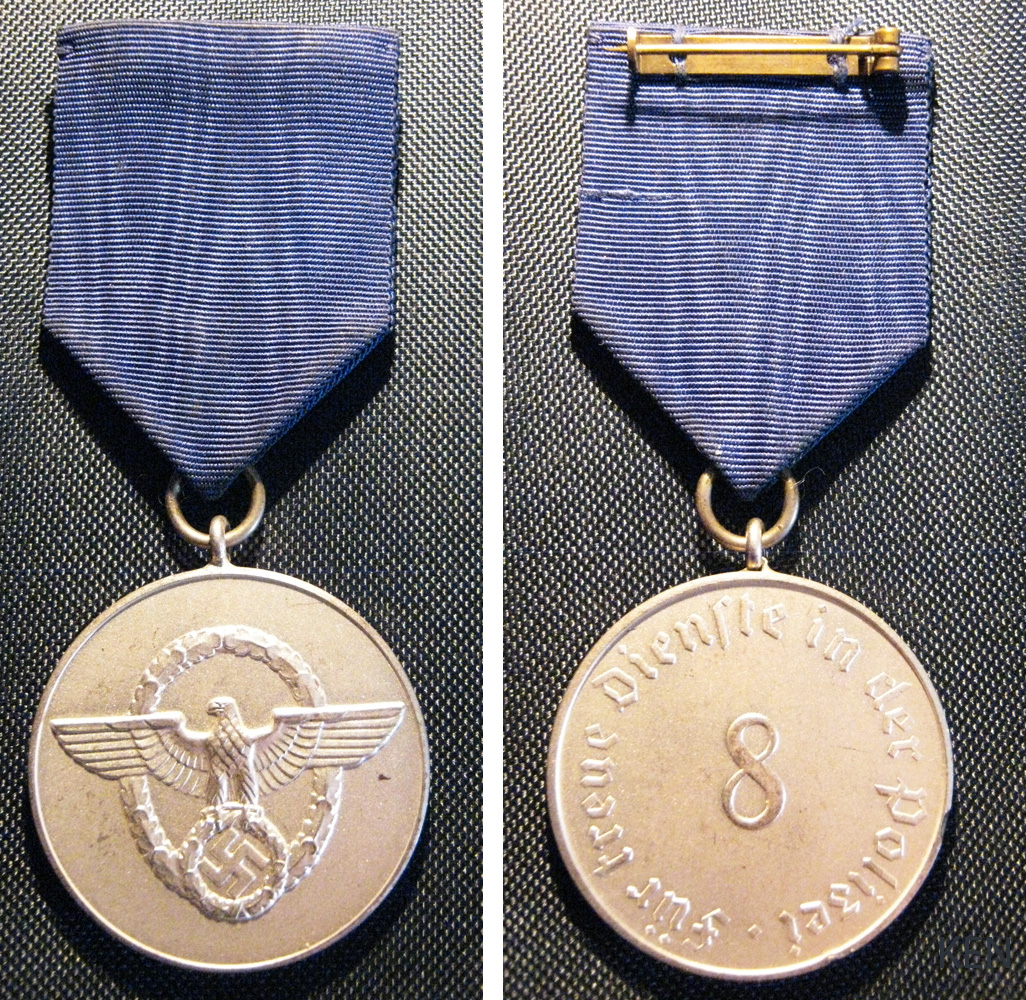
Медаль 3-го ступеня
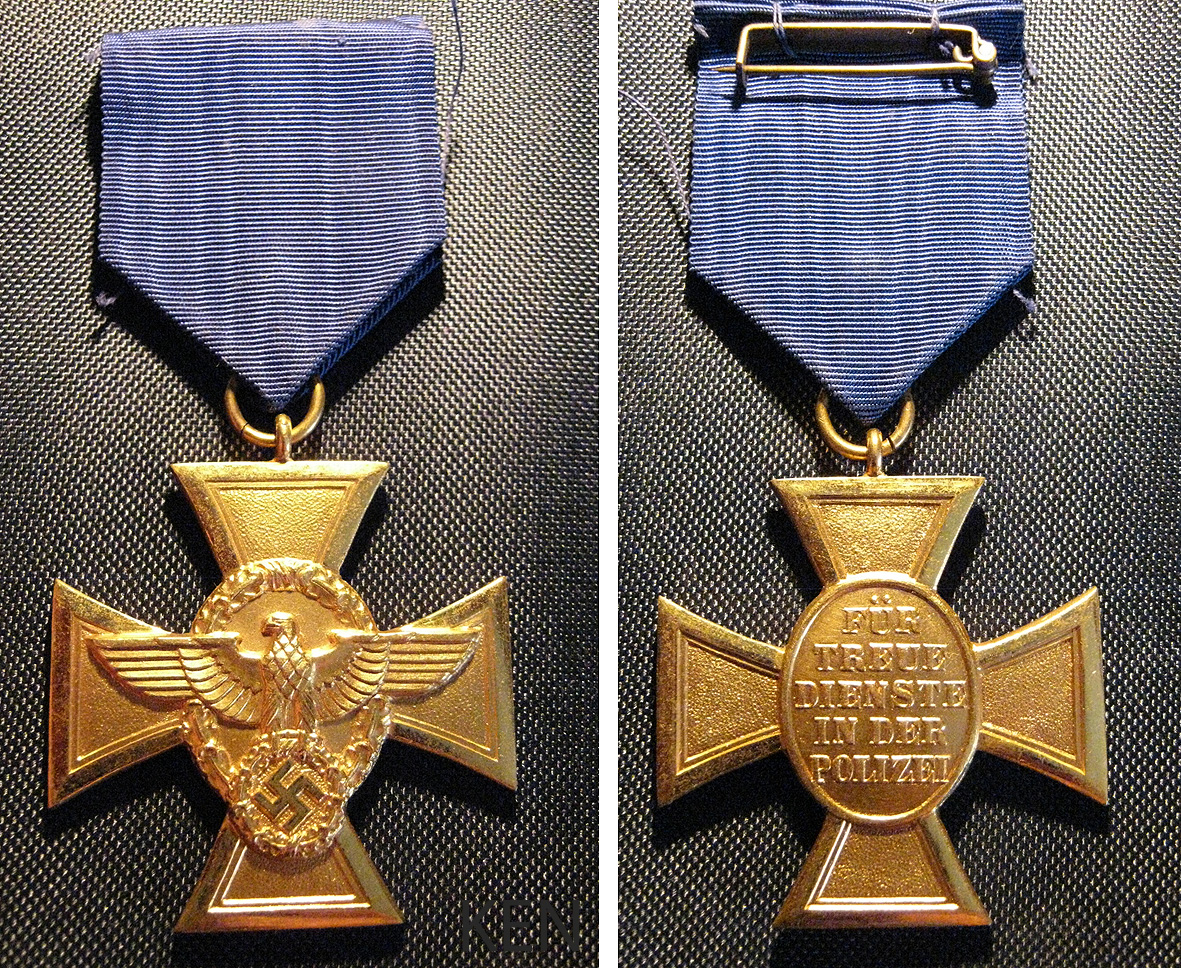
Медаль 1-го ступеня